# 蜂谷晏海
蜂谷 晏海（はちや あみ、1992年〈平成4年〉4月16日 - ）は、日本のモデル、女優。三重県北牟婁郡紀北町出身。panorama所属。夫はスピードワゴンの井戸田潤。

## 略歴
2012年、アツギイメージガール5期生（相方は吉江瞳）。
2015年、ヴィズミックからビーチウォーカーズに移籍。
2016年7月、「ミス・アース・ジャパン」に出場し、ファイナリスト12人の中から日本代表に選出される。
2017年11月、2018年度サッポロビールイメージガール（27代目）に選出される。翌2019年以降サッポロビールはイメージガールを置いていないため、現時点で最後のイメージガールとなっている。
2019年6月26日、三重県津市にあるおやつカンパニーのテーマパーク「おやつタウン」のアンバサダーに就任。
2020年5月29日、自身のYouTubeチャンネル「はっちーちゃんねる」を開設。
2022年9月5日、お笑いコンビスピードワゴンの井戸田潤と結婚。2024年7月16日に第1子男児を出産。2025年7月27日、第2子妊娠を報告。

## 人物
- 趣味はネイルアート、特技はバスケットボール。
- 兄が1人いる[11]。
- 高校時代は村上友梨、石橋杏奈、喜多陽子と仲が良く、プライベートで『W☆ya!』というユニットを組んでいた。当時石橋が専属モデルを務めていた『Seventeen』（集英社）にもこの4人が登場したことがある[12]。

## 主な活動

### CM
- スピードラーニング「初注文編」
- テレビ朝日「全力坂」インフォマーシャル ～KLab(スクフェス)篇～、～AOKI篇～、～DeNA篇～
- コカコーラ「アクエリアスゼロ」
- ロッテ 「極上比率」
- ロート製薬「エクシブ」
- ファンケル「カロリミット」
- ユニ・チャーム 「はだおもい」
- ノーリツ「エコ*リラ*キレイ」
- AOKI 「フレッシャーズ・シューツデビュー女子篇」
- KONAMI Wii用 水精デューイの冒険 ・au IS 01

### 雑誌
- MORE（集英社）
- with（講談社）
- andGIRL（エムオン・エンタテインメント）
- 花椿（資生堂）
- アサヒカメラ（朝日新聞出版）
- 振袖記念日（主婦と生活社）
- 日本の結婚式（主婦と生活社）

### スチール
- 「Muse&Co.」 WEB広告モデル
- ソニー「VAIO」
- 資生堂
- 伊勢丹
- 池袋サンシャインシティ
- フェリシモcouturier
- エレッセ
- オッシュマンズ・ジャパン
- 京都きもの友禅
- ジョイフル恵利
- マイム
- 出雲殿（wedding）

### テレビ

#### テレビドラマ
- 全開ガール（フジテレビ系列）
- 夏の恋は虹色に輝く （フジテレビ系列）

- ランウェイ24（2019年7月7日 - 9月22日、テレビ朝日） - 斎藤菜々子 役
- ウルトラマンZ 第20話（2020年11月14日、テレビ東京） - イナバルリ 役

#### その他
- ストリートファイターズ（テレビ朝日系列）
- たけしのニッポンのミカタ! （テレビ東京系列）

### 映画
- サブイボマスク
- ガール
- みなさん、さようなら

### ラジオ
- 蜂谷晏海のbee happy（2020年6月6日 - 2020年12月26日、市川うららFM）番組終了

### イベント
- ルミネ
- TOKYO GIRLS COLLECTION by girlswalker.com '15 A/W（代々木第一体育館）
- TOKYO GIRLS COLLECTION by girlswalker.com 2016 SPRING/SUMMER（代々木第一体育館）
- KANSAI COLLECTION 2016 S/S
- KANSAI COLLECTION 2017 A/W
- マイナビ presents TOKYO GIRLS COLLECTION by girlswalker.com 2017 AUTUMN/WINTER（さいたまスーパーアリーナ）
- takagi presents TGC KITAKYUSHU 2017 by TOKYO GIRLS COLLECTION（西日本総合展示場新館）

### 舞台
- 黒薔薇アリス （Zeppブルーシアター六本木）
- スーパーダンガンロンパ2 THE STAGE 〜さよなら絶望学園〜 （Zeppブルーシアター六本木）
- スーパーダンガンロンパ2 THE STAGE 〜さよなら絶望学園〜2017 （Zeppブルーシアター六本木 / 森ノ宮ピロティホール）
- 劇メシ「キツネたちが円舞る夜」（2019年6月22日 - 30日、渋谷区恵比寿CAFE PARK）